# Roynell Young
Roynell Young (New Orleans, 1º dicembre 1957) è un ex giocatore di football americano statunitense che ha militato nei ruoli di cornerback e safety nella National Football League (NFL).

## Carriera
Young fu scelto come ventitreesimo assoluto nel Draft NFL 1980 dai Philadelphia Eagles. Nella sua prima stagione venne inserito nella formazione ideale dei rookie dalla Pro Football Writers of America e disputò il Super Bowl XV, perso contro gli Oakland Raiders. L'anno successivo fu convocato per il Pro Bowl e inserito nel Second-team All-Pro. Giocò a Philadelphia per tutta la carriera fino al 1988 ed è uno dei due giocatori degli Eagles ad avere disputato sia il Super Bowl XV che il Fog Bowl. L'altro è l'offensive lineman Ron Baker.

## Palmarès

### Franchigia
- National Football Conference Championship: 1

Philadelphia Eagles: 1980

### Individuale
- Convocazioni al Pro Bowl: 1

1981
- Second-team All-Pro: 1

1981
- PFWA All-Rookie Team - 1980